# NGC 921
NGC 921 је спирална галаксија у сазвежђу Кит која се налази на NGC листи објеката дубоког неба.
Деклинација објекта је - 15° 50' 51" а ректасцензија 2h 26m 33,5s. Привидна величина (магнитуда) објекта NGC 921 износи 14,3 а фотографска магнитуда 15,0. NGC 921 је још познат и под ознакама MCG -3-7-15, PGC 9287.